# Caroline Lacroix
Blanche Zélia Joséphine Delacroix, znana jako Caroline Lacroix (ur. 13 maja 1883 w Bukareszcie, zm. 12 lutego 1948 w Cambo-les-Bains) – francuska prostytutka, metresa, a następnie żona króla Belgów, Leopolda II, formalnie baronowa de Vaughan.

## Życiorys
Została wyszukana około 1899 roku przez wyszkoloną w wyszukiwaniu potencjalnych konkubin agentkę belgijskiego króla. Pracowała wtedy jako szesnastoletnia prostytutka w okolicy Pałacu Elizejskiego na zlecenie swojego partnera i sutenera, Antoine’a-Emmanuela Durrieux.
Ze względu na gigantyczne wydatki, jakie król przeznaczał na jej utrzymanie, była znienawidzona przez społeczeństwo belgijskie. Regularnie dochodziło do incydentów takich jak np. obrzucenie jej powozu kamieniami.
Jej towarzystwo podczas oficjalnych wyjazdów króla budziło kontrowersje, również w odwiedzanych przez niego krajach, czego symbolicznym podkreśleniem było zlecenie przez żonę cesarza niemieckiego Wilhelma II, Augustę, wykonania egzorcyzmów w pokojach, w których zatrzymała się belgijska para.
Ich związek został oficjalnie sformalizowany kilka dni przed śmiercią Leopolda. W spadku po monarsze przypadło jej parę nieruchomości w Belgii i Francji oraz obligacje kongijskie, nie wszystkie jednak udało jej się przejąć ze względu na opór części rodziny królewskiej.
Po rychłym wyjeździe do Francji wyszła za mąż ponownie, tym razem za swojego sutenera Antoine’a-Emmanuela Durrieux, z którym utrzymywała relację przez okres związku z Leopoldem.

## Dzieci
Była matką dwóch synów króla – Lucjana (1906–1984) i Filipa (1907–1914).